# فاصولياء مخبوزة
الفاصولياء المخبوزة (بالإنجليزية: Baked beans)‏ هو طبق يحتوي على الفاصولياء البيضاء، التي تُسلق جزئيًا ثم تُخبز في صلصة على درجة حرارة منخفضة لفترة طويلة. أما الأنواع المُعلبة، تُطهى من خلال عملية التبخير.

## نبذة
نشأت الفاصولياء المخبوزة في المطبخ الأمريكي الأصلي، وتُصنع من الفاصولياء التي تُعد من النباتات المحلية في الأمريكتين. تبنى المستعمرون الإنجليز في إنجلترا الجديدة في القرن السابع عشر هذا الطبق، وقاموا بتكييفه، ونُشر في مناطق أخرى من الولايات المتحدة وكندا بعد نشره في كُتب الطبخ.
كان الأمريكيون الأصليون يُحلون الفاصولياء المخبوزة بشراب القيقب، بينما استخدم بعض المستعمرين الإنجليز السكر البني. في القرن الثامن عشر، أصبح استخدام دبس السكر كمُحلي، وذلك لتجنب الضرائب البريطانية على السكر.
تُقدّم الفاصولياء المخبوزة في جميع أنحاء الولايات المتحدة، غالبًا إلى جانب أطعمة الشواء وفي النزهات. كما تتوفر هذه الفاصولياء، المُعدة بصلصة من السكر البني، أو الأبيض أو شراب الذرة، على نطاق واسع في البلاد.